# Malanville
Malanville är en kommun i departementet Alibori i Benin. Kommunen har en yta på 3 016 km2, och den hade 168 641 invånare år 2013.

## Arrondissement
Malanville är delat i fem arrondissement: Garou, Guénè, Malanville, Mandécali och Tomboutou.